# Португальська мова в Сан-Томе та Прінсіпі

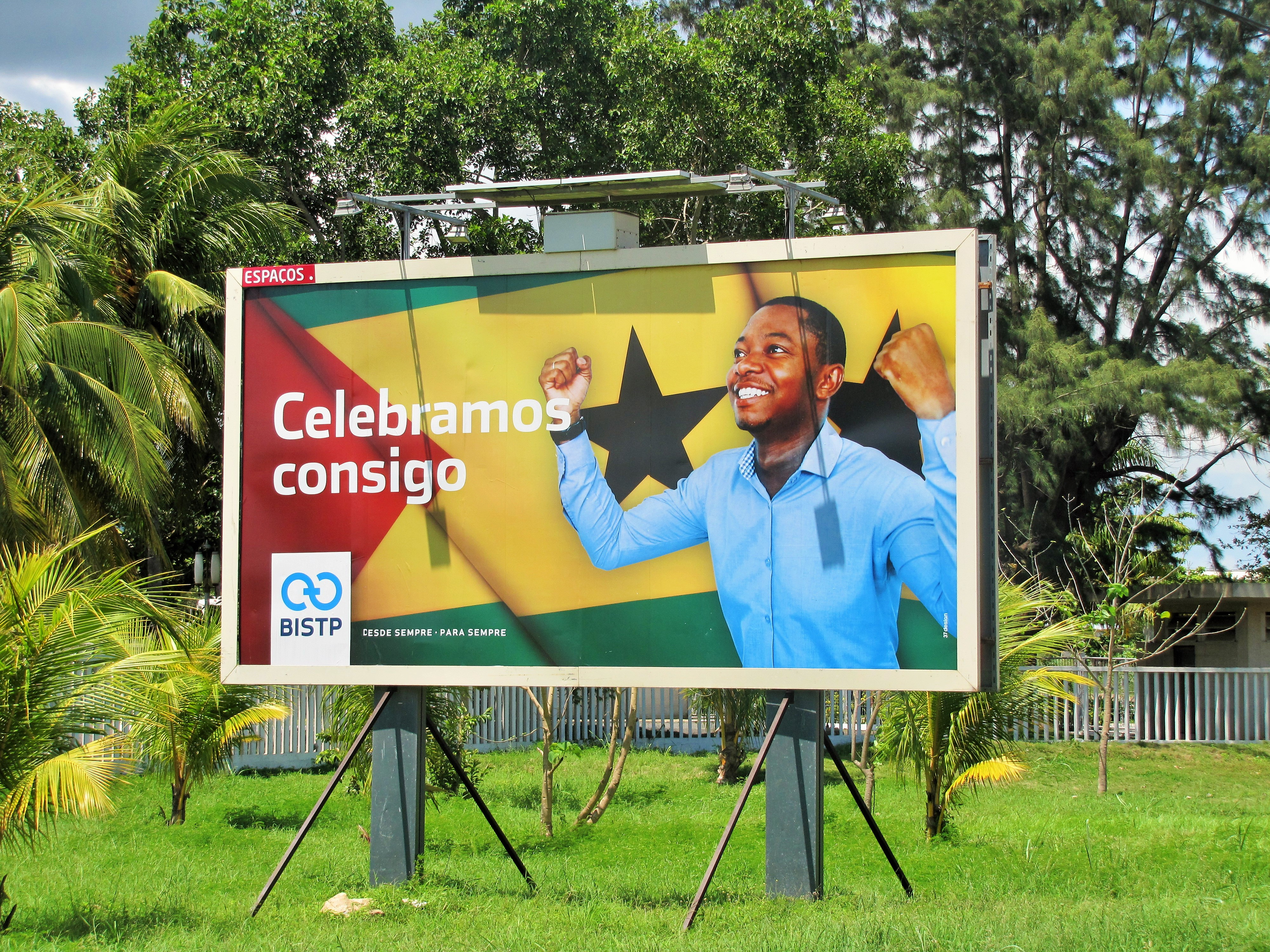

Португальська мова в Сан-Томе та Прінсіпі (порт. português são-tomense) - один з національних варіантів португальської мови, офіційна мова республіки Сан-Томе і Прінсіпі - найменшої португаломовної країни у світі. Португальською тією чи іншою мірою володіють 95 % населення, переважно як другою мовою; для понад 50% він є першою мовою. Решта населення говорить нижньогвінейською креольською мовою (на основі португальської).
Місцевий варіант португальської мови містить багато архаїчних рис у фонетиці, лексиці, граматиці та синтаксисі, подібних до бразильського варіанта португальської мови. Бразильський варіант португальського був донедавна поширений серед вищого та середнього класу, в даний час використовується представниками нижнього та середнього класів, у той час як вищий клас часто використовує вимову, характерну для європейського варіанта португальського. Однією з його основних характеристик є картавість: злиття [ʁ] та [ɾ] у [ʁ], вимовляється як правило, як слабке [ʁ̞]. Дифтонги [ej] і [ow], відповідно, перетворюються на монофтонги [е] та [о].